# Alejandro González Pareja
Alejandro Enrique González Pareja (Santiago de Chile, 11 de octubre de 1977) es un exfutbolista chileno, jugaba de mediocampista y su primer equipo fue Universidad Católica.

## Trayectoria
Debutó en Universidad Católica en 1995 donde comenzó a mostrar sus cualidades como mediocampista. 
En 1998 al Jacksonville Cyclones, ex-club de la USL First Division.
En 2000 regresa a Chile, al club Palestino de la Primera División chilena, donde logró destacar gracias a su buenos tiros libres, su capacidad natural como mediocampista y experiencia en el extranjero.
Ya en el año 2005 es transferido al Puerto Rico Islanders de la USL First Division, su último club.

## Clubes
| Club                       | País           | Año       |
| -------------------------- | -------------- | --------- |
| Universidad Católica       | Chile          | 1995-1997 |
| Jacksonville Cyclones      | Estados Unidos | 1998-1999 |
| Unión La Calera            | Chile          | 2000      |
| Deportes Puerto Montt      | Chile          | 2001      |
| Deportes Melipilla         | Chile          | 2002-2003 |
| Palestino                  | Chile          | 2004      |
| Indiana Invaders           | Estados Unidos | 2005      |
| Puerto Rico Islanders      | Puerto Rico    | 2005-2007 |
| Liga Deportiva Alajuelense | Costa Rica     | 2008      |
| Unión La Calera            | Chile          | 2009      |
| Deportes Puerto Montt      | Chile          | 2010-2011 |